# Pharelle Akouan
 (février 2018).
Si vous disposez d'ouvrages ou d'articles de référence ou si vous connaissez des sites web de qualité traitant du thème abordé ici, merci de compléter l'article en donnant les références utiles à sa vérifiabilité et en les liant à la section « Notes et références ».
Pharelle Akouan, né le 23 mars 1987 à Yaoundé, est un boxeur camerounais. Il obtient le titre de champion du monde de savate en 2017. Il est le premier africain à être champion du monde de savate dans la catégorie poids lourds.

## Biographie
Pharelle Akouan est né le 23 mars 1987.
Expert en arts martiaux, il pratique depuis 25 ans le karaté. Il pratique également le MMA, le kick-boxing, le judo, le catch, le ju-jitsu et le sambo.
Il est moniteur d'arts martiaux en France, président et entraîneur du Pharelle Budo Club.
En décembre 2017, il est sacré champion du monde de savate boxe française en catégorie poids lourd (+85 kg) à Hangzhou en Chine, il remporte son combat face au russe Nicolaï Nikitenko,.

## Palmarès

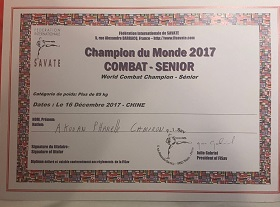

- Vice-champion de France de savate boxe française catégorie poids lourds en mars 2017
- Champion du monde de savate boxe française catégorie poids lourds en décembre 2017 en Chine[4].